# Araeoncus vaporariorum
Araeoncus vaporariorum es una especie de araña araneomorfa del género Araeoncus, familia Linyphiidae. La especie fue descrita científicamente por O. Pickard-Cambridge en 1875.
La longitud del cuerpo del macho es de 2 milímetros y de la hembra 2,3 milímetros. La especie se distribuye por Europa: Francia e Italia.